# Kelly Joe Phelps
Kelly Joe Phelps (Sumner (Washington), 5 oktober 1959 – Iowa, 31 mei 2022) was een Amerikaans muzikant en songwriter. Zijn muziek bestaat uit een mix van delta blues en jazz.

## Carrière
Kelly Joe Phelps groeide op in Sumner, Washington, waar hij country en folk songs van zijn vader leerde. Ook leerde deze hem drummen en piano spelen. Nadat hij op zijn twaalfde gitaar leerde spelen, richtte Phelps zich op de free jazz en liet zich inspireren door muzikanten als Ornette Coleman, Miles Davis en John Coltrane. Volgens eigen zeggen maakte hij zijn draai naar de blues toen hij naar Fred McDowell en Robert Pete Williams ging luisteren. Geïnspireerd door de geboorte van zijn dochter, begon Phelps in 1990 met het schrijven van liedjes. In Nederland trad hij onder anderen met Sarah Harmer en Corinne West op.
Phelps overleed thuis op 31 mei 2022 op 62-jarige leeftijd.

## Discografie
- Lead Me On, 1994
- Roll Away the Stone, 1997
- Shine Eyed Mister Zen, 1999
- Sky Like a Broken Clock, 2001
- Beggar's Oil (ep), 2002
- Slingshot Professionals, 2003
- Tap the Red Cane Whirlwind, 2005
- Tunesmith Retrofit, 2006
- Western Bell, 2009
- Magnetic Skyline (ep met Corinne West), 2010
- Brother Sinner & the Whale, 2012